# Cheiromachus coriaceus
 (mai 2021).
Cheiromachus
Genre
Espèce
Cheiromachus coriaceus, unique représentant du genre Cheiromachus, est une espèce fossile d'opilions eupnois. Ce genre et cette espèce sont classés nomen dubium de l'ordre Opiliones, selon Paleobiology Database, en 2022.

## Distribution
Cette espèce a été découverte dans de l'ambre de la Baltique. Elle date de l'Éocène.

## Publication originale
- C. L. Koch, & Berendt, 1854 : Die im Bernstein befindlichen Myriapoden, Arachniden und Apteren der Vorwelt. Die im Bernstein Befindlichen Organischen Reste der Vorwelt Gesammelt in Verbindung mit Mehreren Bearbeitet und Herausgegeben, Nicolai, Berlin, vol. 1, no 2, p. 1-124 (texte intégral) (de).